# Belgische kampioenschappen atletiek 1991
In 1991 werden de Belgische kampioenschappen atletiek Alle Categorieën op zaterdag 3 en zondag 4 augustus gehouden in het Heizelstadion te Brussel. Sylvia Dethier verbeterde haar Belgisch record op de 100 m horden tot 12,98 s en dook hiermee voor het eerst onder de 13 s.

## Uitslagen
| Atleet              | Prestatie | Onderdeel            | Atlete               | Prestatie |
| ------------------- | --------- | -------------------- | -------------------- | --------- |
| Patrick Stevens     | 10,42 s   | 100 m                | Katrien Maenhout     | 12,00 s   |
| Jeroen Fischer      | 21,28 s   | 200 m                | Sylvia Dethier       | 23,52 s   |
| Bart Carlier        | 46,86 s   | 400 m                | Katrien Maenhout     | 53,58 s   |
| Luc Bernaert        | 1.48,65   | 800 m                | Sonia Van Renterghem | 2.04,61   |
| Christophe Impens   | 3.44,15   | 1500 m               | Anja Smolders        | 4.20,45   |
| -                   | -         | 3000 m               | Ingrid Delagrange    | 9.09,99   |
| Ivo Claes           | 14.03,06  | 5000 m               | -                    | -         |
| Jos Maes            | 29.11,78  | 10.000 m             | Maria Van Gestel     | 33.30,21  |
| -                   | -         | 100 m horden         | Sylvia Dethier       | 12,98 s   |
| Huub Grossard       | 13,89 s   | 110 m horden         | -                    | -         |
| Alain Cuypers       | 50,18 s   | 400 m horden         | Françoise Dethier    | 59,5 s    |
| William Van Dijck   | 8.32,93   | 3000 m steeplechase  | -                    | -         |
| Dimitri Maenhoudt   | 2,22 m    | hoogspringen         | Natalja Jonckheere   | 1,83 m    |
| Alan De Naeyer      | 4,80 m    | polsstokhoogspringen | -                    | -         |
| Rudi Vanlancker     | 7,85 m    | verspringen          | Sandrine Hennart     | 6,44 m    |
| Bert Tomme          | 15,57 m   | hink-stap-springen   | Heidi Van Collie     | 12,43 m   |
| Stephan Ulrich      | 16,62 m   | kogelstoten          | Greet Meulemeester   | 15,83 m   |
| Herman Van Uytven   | 51,64 m   | discuswerpen         | Marie-Paule Geldhof  | 57,14 m   |
| Jean-Paul Schlatter | 67,88 m   | speerwerpen          | Ingrid Didden        | 49,70 m   |
| Marnix Verhegghe    | 65,70 m   | hamerslingeren       | -                    | -         |

1889 · 
1890 · 
1891 · 
1892 · 
1893 · 
1894 · 
1895 · 
1896 · 
1897 · 
1898 · 
1899 · 
1900 · 
1901 · 
1902 · 
1903 · 
1904 · 
1905 · 
1906 ·
1907 ·
1908 · 
1909 · 
1910 · 
1911 · 
1912 · 
1913 · 
1914 · 
1919 · 
1920 · 
1921 · 
1922 · 
1923 · 
1924 · 
1925 · 
1926 · 
1927 · 
1928 · 
1929 · 
1930 · 
1931 · 
1932 · 
1933 · 
1934 · 
1935 · 
1936 · 
1937 · 
1938 · 
1939 · 
1940 · 
1941 · 
1942 · 
1943 · 
1944 · 
1945 · 
1946 · 
1947 · 
1948 · 
1949 · 
1950 · 
1951 · 
1952 · 
1953 · 
1954 · 
1955 · 
1956 · 
1957 · 
1958 · 
1959 · 
1960 · 
1961 · 
1962 · 
1963 · 
1964 · 
1965 · 
1966 · 
1967 · 
1968 · 
1969 · 
1970 · 
1971 · 
1972 · 
1973 · 
1974 · 
1975 · 
1976 · 
1977 · 
1978 · 
1979 · 
1980 · 
1981 · 
1982 · 
1983 · 
1984 · 
1985 · 
1986 · 
1987 · 
1988 · 
1989 · 
1990 · 
1991 · 
1992 · 
1993 · 
1994 ·
1995 · 
1996 · 
1997 · 
1998 · 
1999 · 
2000 · 
2001 · 
2002 · 
2003 · 
2004 · 
2005 · 
2006 · 
2007 · 
2008 · 
2009 · 
2010 · 
2011 · 
2012 · 
2013 · 
2014 · 
2015 · 
2016 · 
2017 · 
2018 · 
2019 · 
2020 · 
2021 · 
2022 · 
2023 · 
2024